# Edmund Domerecki
Edmund Domerecki (ur. 1 listopada 1908 w Kopyczyńcach, zm. 12 sierpnia 1982) – polski nauczyciel, poseł na Sejm PRL III kadencji.

## Życiorys
Uzyskał wykształcenie średnie, z zawodu nauczyciel. Pracował na stanowisku dyrektora Szkoły Podstawowej nr 2 w Nowej Soli. W 1961 będąc bezpartyjnym uzyskał mandat posła na Sejm PRL w okręgu Zielona Góra. W trakcie kadencji pracował w Komisji Pracy i Spraw Socjalnych.
Odznaczony Srebrnym Krzyżem Zasługi (1952) oraz Medalem 10-lecia Polski Ludowej (1955).
Pochowany na cmentarzu komunalnym w Nowej Soli.